# Olympische Sommerspiele 2020/Leichtathletik – Stabhochsprung (Männer)
Der Stabhochsprung der Männer bei den Olympischen Spielen 2020 in Tokio wurde am 31. Juli 2021 (Qualifikation) und 3. August 2021 (Finale) im neu erbauten Nationalstadion ausgetragen.
Dreißig Springer waren für den Wettbewerb zugelassen, von denen der Argentinier Germán Chiaraviglio wegen einer SARS-CoV-2-Infektion nicht an den Start gehen konnte. Schon Sam Kendricks aus den USA hatte im Vorfeld wegen einer positiven Testung auf SARS-CoV-2 seine Teilnahme absagen müssen.
Der 21-jährige Armand Duplantis sprang ohne vorherige Fehlversuche über 6,02 Meter und errang seine erste olympische Goldmedaille. Silber gewann der US-Amerikaner Christopher Nilsen. Bronze ging an den Sieger der Olympischen Spiele 2016 Thiago Braz da Silva aus Brasilien.
Für Deutschland waren Torben Blech, Oleg Zernikel und Bo Kanda Lita Baehre am Start. Blech scheiterte in der Qualifikation, Lita Baehre und Zernikel kamen im Finale nicht über 5,70 Meter hinaus.
Weitere Athleten aus deutschsprachigen Ländern nahmen nicht teil.

## Aktuelle Titelträger
| Olympiasieger                        | Thiago Braz da Silva ( Brasilien)      | 6,03 m | Rio de Janeiro 2016 |
| Weltmeister                          | Sam Kendricks ( USA)                   | 5,97 m | Doha 2019           |
| Europameister                        | Armand Duplantis ( Schweden)           | 6,05 m | Berlin 2018         |
| Nord-/Zentralamerika-/Karibikmeister | Scott Houston ( USA)                   | 5,45 m | Toronto 2018        |
| Südamerikameister                    | Augusto Dutra de Oliveira ( Brasilien) | 5,61 m | Lima 2019           |
| Asienmeister                         | Ernest Obiena ( Philippinen)           | 5,71 m | Doha 2019           |
| Afrikameister                        | Mohamed Amin Romdhana ( Marokko)       | 5,20 m | Asaba 2018          |
| Ozeanienmeister                      | Angus Armstrong ( Australien)          | 5,40 m | Townsville 2019     |

## Bestehende Rekorde
| Weltrekord         | 6,18 m | Armand Duplantis ( Schweden)      | Glasgow, Großbritannien             | 15. Februar 2020 |
| Olympischer Rekord | 6,03 m | Thiago Braz da Silva ( Brasilien) | Finale OS Rio de Janeiro, Brasilien | 15. August 2016  |

Der bestehende olympische Rekord wurde bei diesen Spielen nicht erreicht. Am höchsten sprang der schwedische Olympiasieger Armand Duplantis der im Finale am 3. August mit seinem ersten Sprung 6,02 m überquerte. Damit blieb er nur einen Zentimeter unter dem olympischen Rekord. Zu seinem eigenen Weltrekord fehlten ihm sechzehn Zentimeter.

## Legende
Kurze Übersicht zur Bedeutung der Symbolik – so üblicherweise auch in sonstigen Veröffentlichungen verwendet:
| – | verzichtet   |
| o | übersprungen |
| x | ungültig     |

## Ergebnisse

### Qualifikation
Die Athleten traten zu einer Qualifikationsrunde in zwei Gruppen an. Elf Springer (hellblau unterlegt) übertrafen die direkte Qualifikationsweite von 5,75 m. Damit war die Mindestanzahl von zwölf Finalteilnehmern nicht erreicht. So wurde das Finalfeld mit weiteren Wettbewerbern aus beiden Gruppen nach den nächstbesten Höhen auf mindestens zwölf Athleten aufgefüllt. Diesen zwölften Platz belegten drei gleichplatzierte Springer (hellgrün unterlegt), die ohne jeden vorherigen Fehlversuch 5,65 m übersprungen hatten.

#### Gruppe A

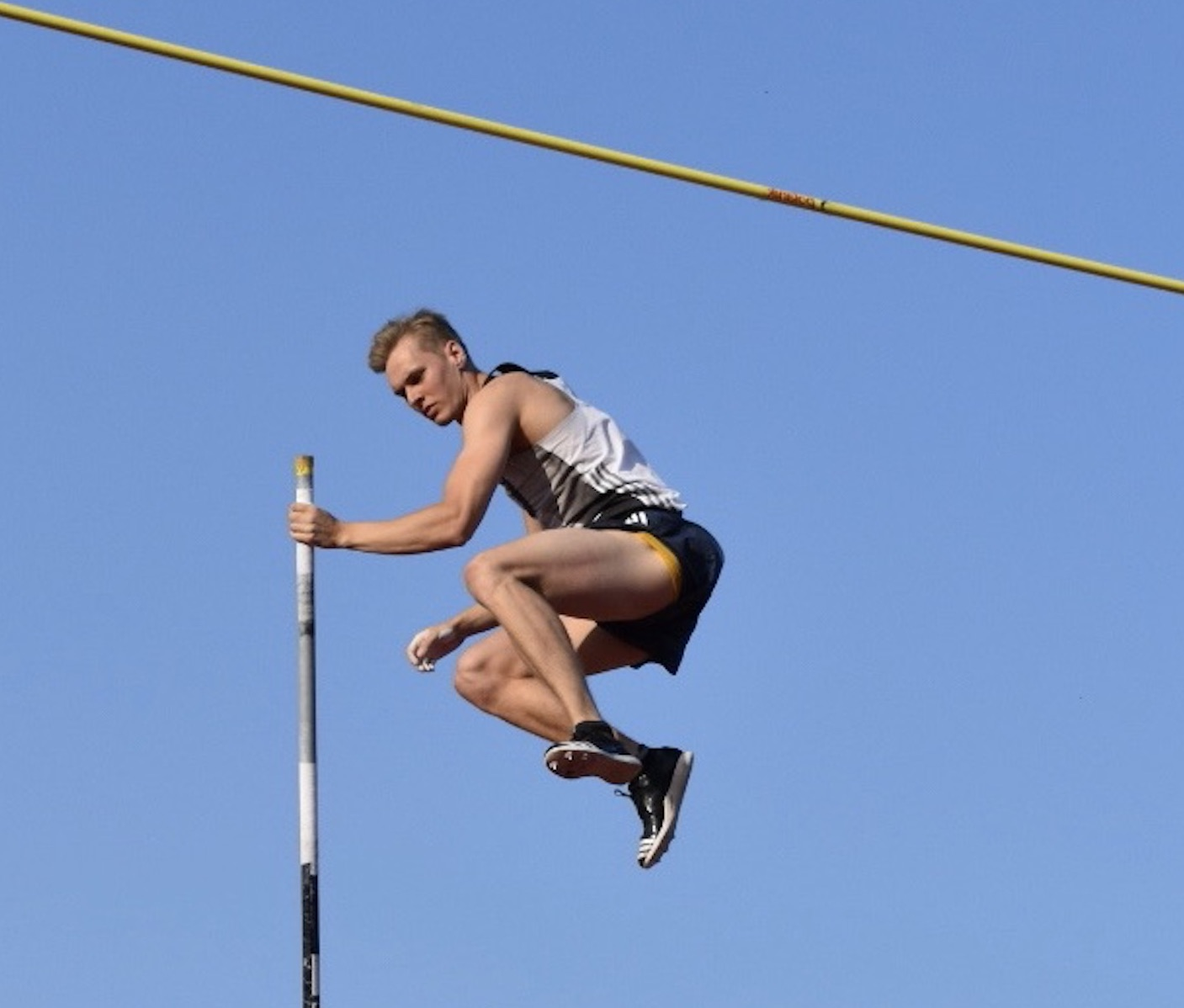
Robert Sobera – ausgeschieden mit 5,65 m

31. Juli 2021, 9:42 Uhr Ortszeit (2:42 Uhr MESZ)
| Platz | Name                | Nation       | 5,30 m | 5,50 m | 5,65 m | 5,75 m | Höhe   | Anmerkung |
| ----- | ------------------- | ------------ | ------ | ------ | ------ | ------ | ------ | --------- |
| 1     | KC Lightfoot        | USA          | o      | xo     | o      | o      | 5,75 m |           |
| 2     | Kurtis Marschall    | Australien   | –      | o      | xxo    | o      | 5,75 m |           |
| 3     | Renaud Lavillenie   | Frankreich   | –      | xxo    | xo     | o      | 5,75 m |           |
| 4     | Emmanouil Karalis   | Griechenland | o      | o      | xo     | xo     | 5,75 m | SB        |
| 5     | Ernest Obiena       | Philippinen  | –      | o      | o      | xxo    | 5,75 m |           |
| 6     | Oleg Zernikel       | Deutschland  | –      | o      | o      | xxx    | 5,65 m |           |
| 7     | Robert Sobera       | Polen        | –      | x–     | o      | xxr    | 5,65 m |           |
| 8     | Augusto Dutra       | Brasilien    | o      | o      | xo     | xxx    | 5,65 m |           |
| 9     | Valentin Lavillenie | Frankreich   | o      | o      | xxo    | xxx    | 5,65 m |           |
| 10    | Jin Min-sub         | Südkorea     | o      | o      | xxx    |        | 5,50 m |           |
| 11    | Sondre Guttormsen   | Norwegen     | –      | xxo    | x–     |        | 5,50 m |           |
| 12    | Torben Blech        | Deutschland  | o      | xxx    |        |        | 5,30 m |           |
| 12    | Masaki Ejima        | Japan        | o      | xxx    |        |        | 5,30 m |           |
| 14    | Paweł Wojciechowski | Polen        | xo     | xxx    |        |        | 5,30 m |           |
| NM    | Claudio Stecchi     | Italien      | xxx    |        |        |        | ogV    |           |

Weitere in Qualifikationsgruppe A ausgeschiedene Stabhochspringer:

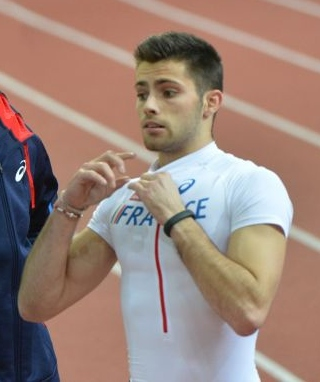
Valentin Lavillenie – 5,65 m
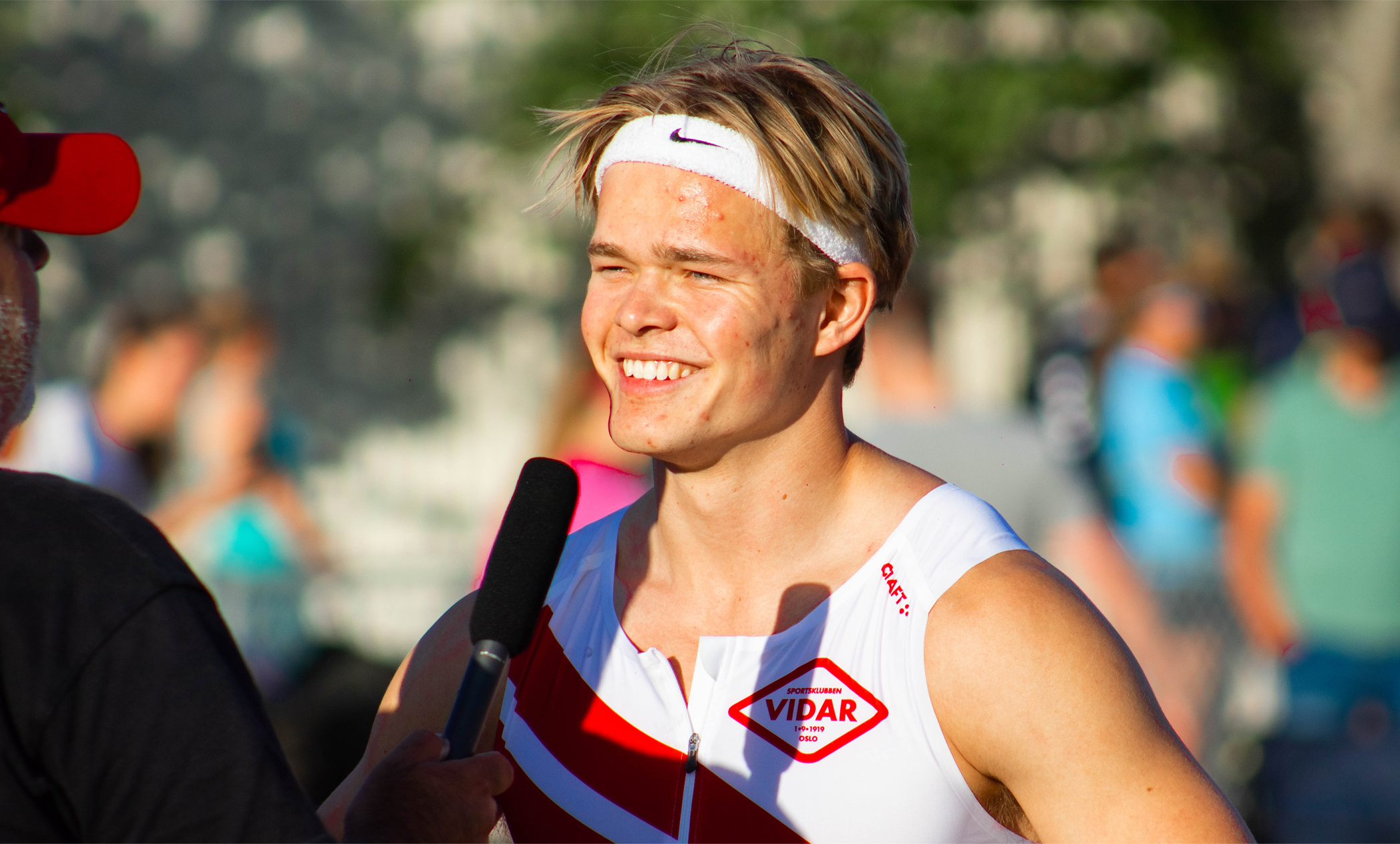
Sondre Guttormsen – 5,50 m
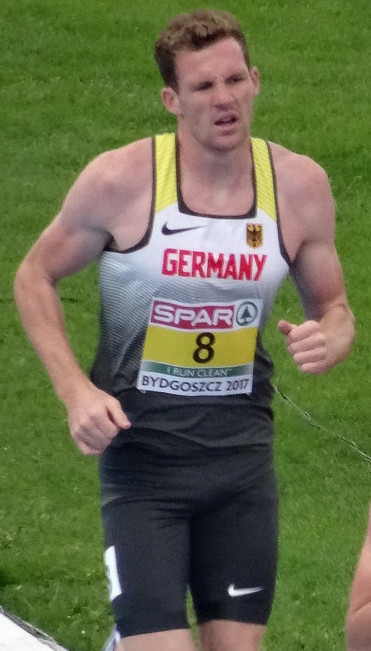
Torben Blech (hier bei einem Zehnkampf) – 5,30 m

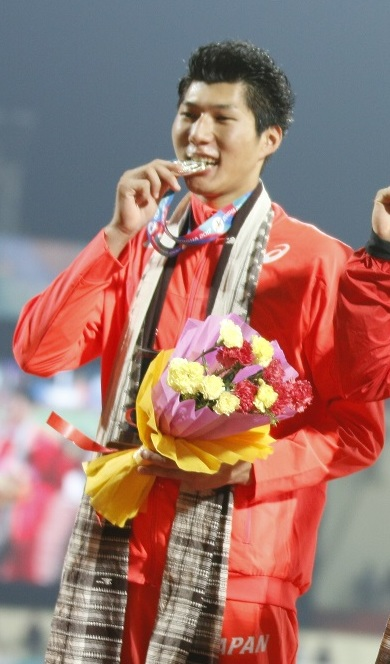
Masaki Ejima – 5,30 m
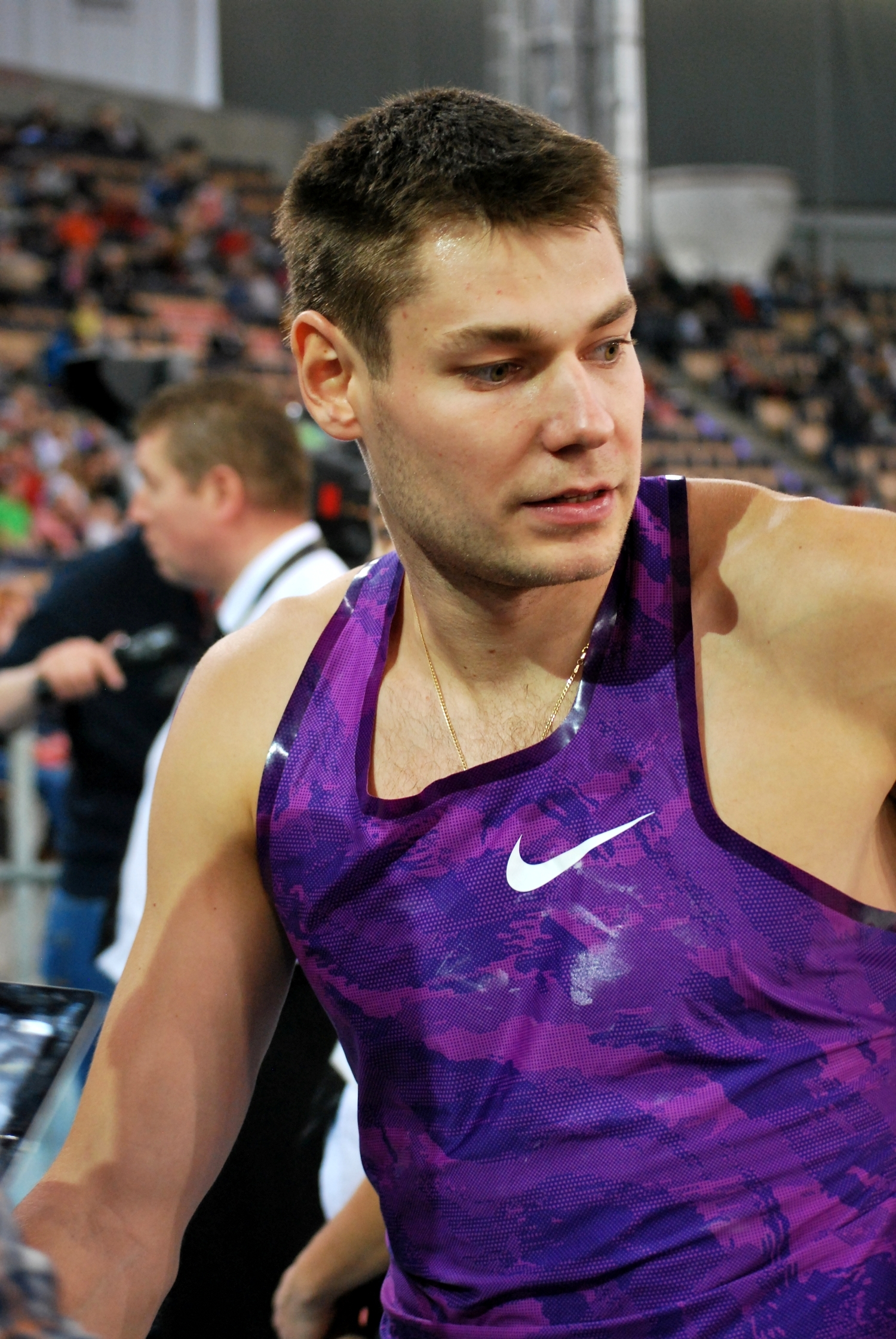
Paweł Wojciechowski – 5,30 m
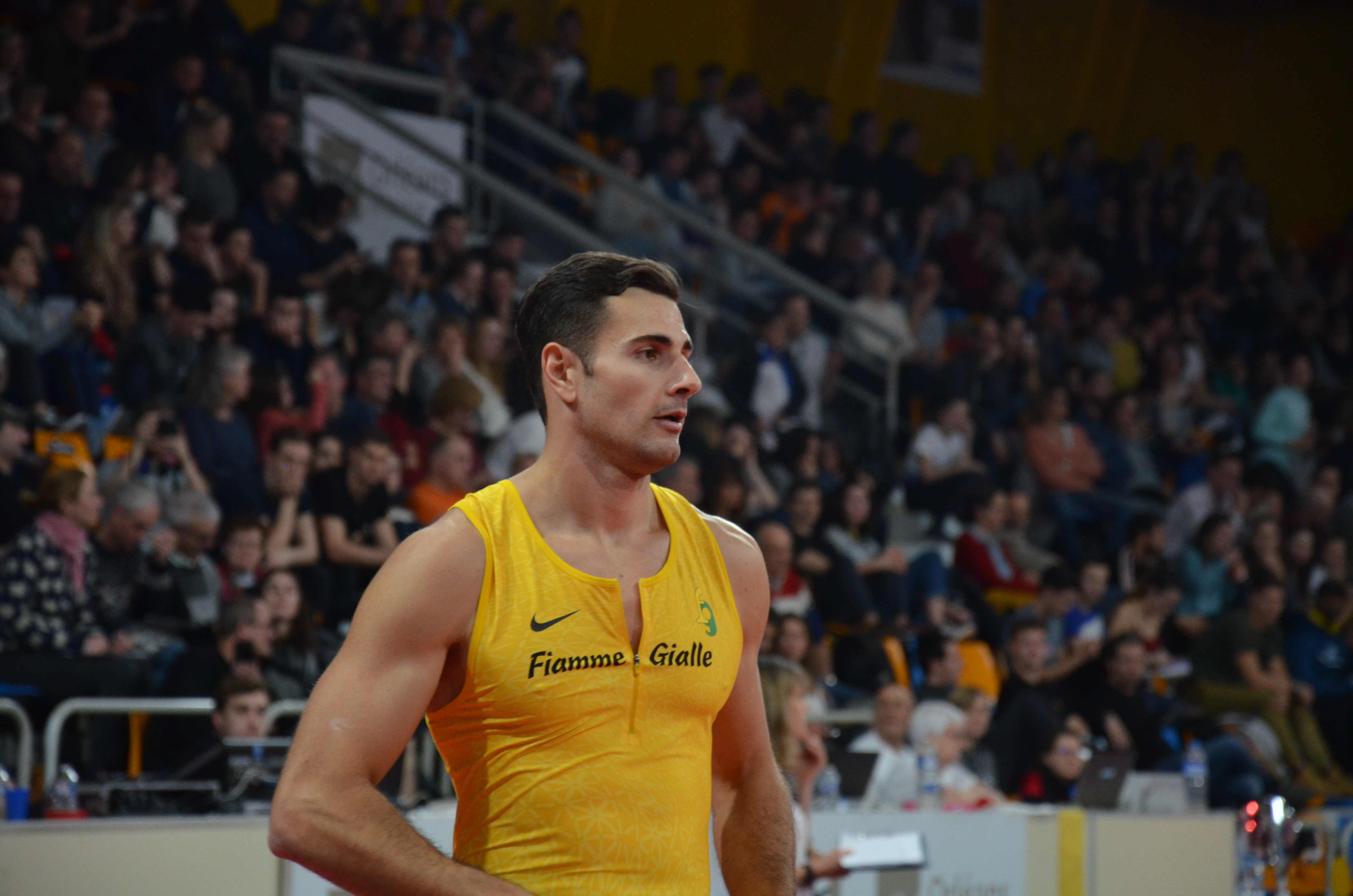
Claudio Stecchi – kein gültiger Sprung

#### Gruppe B

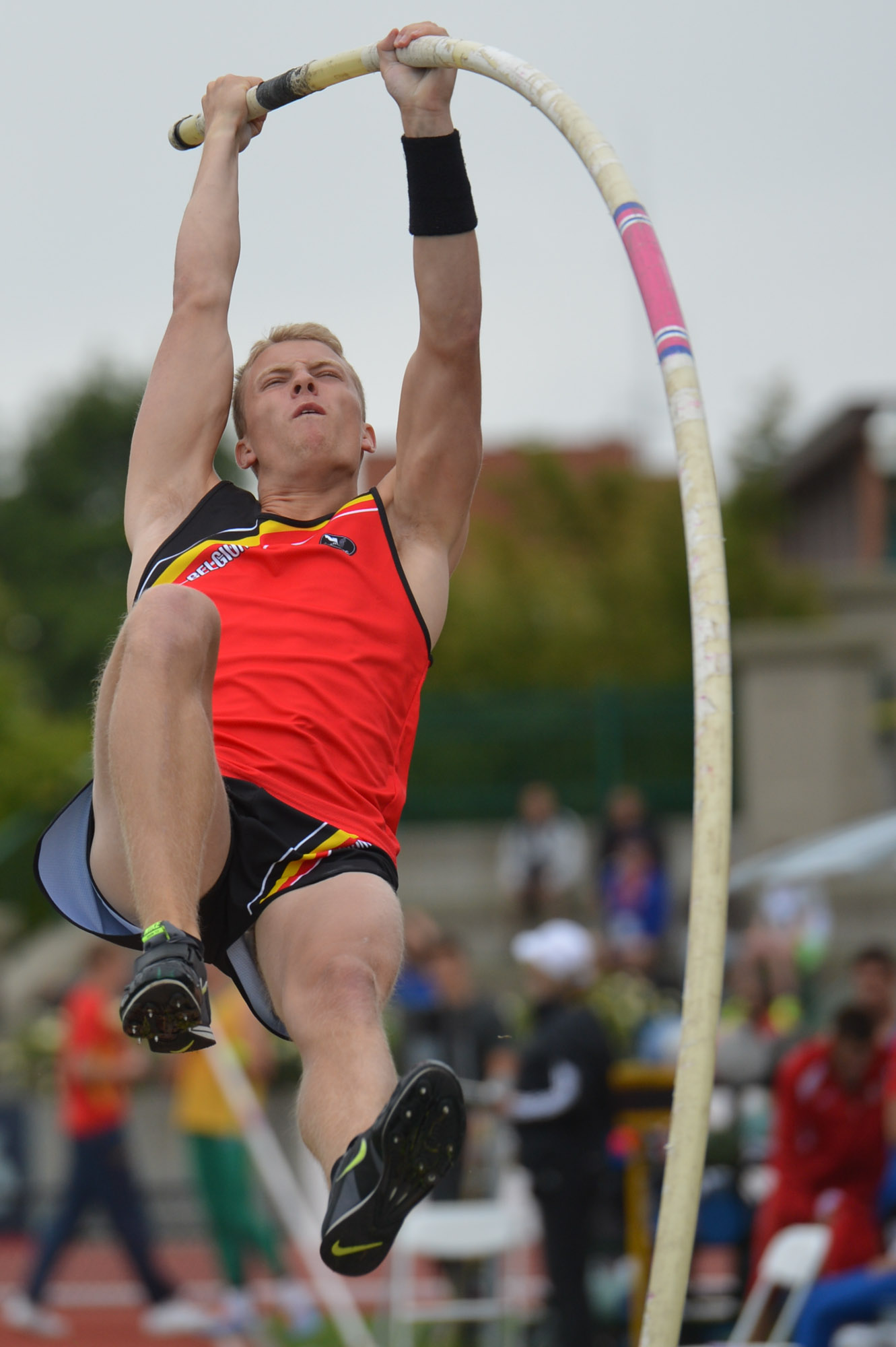
Ben Broeders – ausgeschieden mit 5,65 m

31. Juli 2021, 9:41 Uhr Ortszeit (2:41 Uhr MESZ)
| Platz | Name                    | Nation              | 5,30 m | 5,50 m | 5,65 m | 5,75 m | Höhe   | Anmerkung |
| ----- | ----------------------- | ------------------- | ------ | ------ | ------ | ------ | ------ | --------- |
| 1     | Bo Kanda Lita Baehre    | Deutschland         | –      | o      | o      | o      | 5,75 m |           |
| 1     | Christopher Nilsen      | USA                 | –      | o      | o      | o      | 5,75 m |           |
| 3     | Armand Duplantis        | Schweden            | –      | xo     | o      | o      | 5,75 m |           |
| 4     | Menno Vloon             | Niederlande         | o      | o      | o      | xo     | 5,75 m |           |
| 5     | Thiago Braz da Silva    | Brasilien           | –      | xo     | o      | xo     | 5,75 m |           |
| 6     | Piotr Lisek             | Polen               | –      | o      | xxo    | xxo    | 5,75 m |           |
| 7     | Harry Coppell           | Großbritannien      | o      | o      | o      | xxx    | 5,65 m |           |
| 7     | Ersu Şaşma              | Türkei              | –      | o      | o      | xxx    | 5,65 m |           |
| 9     | Ben Broeders            | Belgien             | –      | xo     | xxo    | xxx    | 5,65 m |           |
| 10    | Matt Ludwig             | USA                 | o      | o      | xxx    |        | 5,50 m |           |
| 11    | Huang Bokai             | Volksrepublik China | xo     | o      | xxx    |        | 5,50 m | =SB       |
| 12    | Ethan Cormont           | Frankreich          | o      | xo     | xxx    |        | 5,50 m |           |
| 12    | Konstandinos Filippidis | Griechenland        | o      | xo     | xxx    |        | 5,50 m |           |
| 14    | Seito Yamamoto          | Japan               | o      | xxx    |        |        | 5,30 m |           |
| DNS   | Germán Chiaraviglio     | Argentinien         |        |        |        |        |        | [ 2 ]     |

Weitere in Qualifikationsgruppe B ausgeschiedene Stabhochspringer:

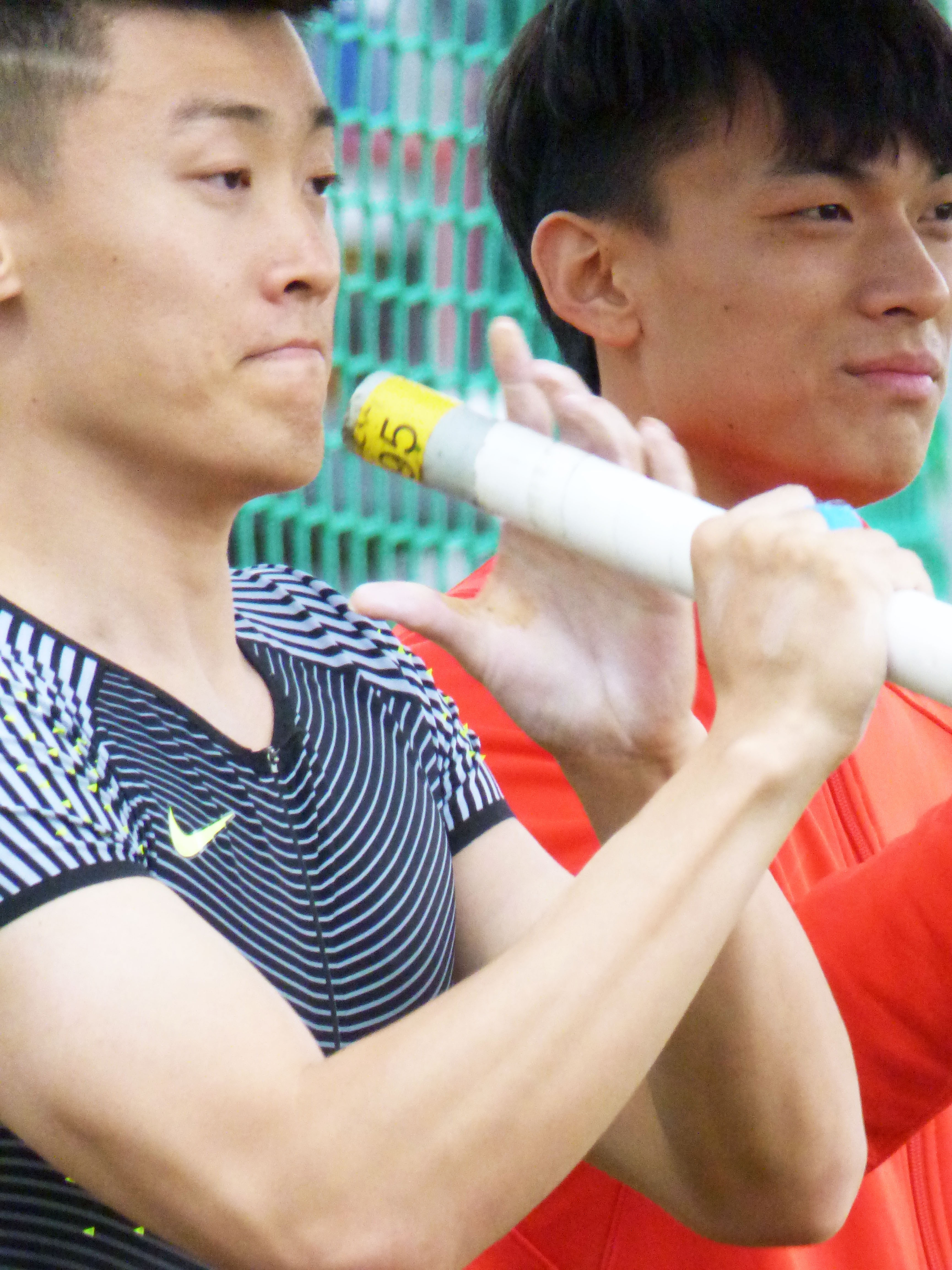
Huang Bokai – 5,50 m
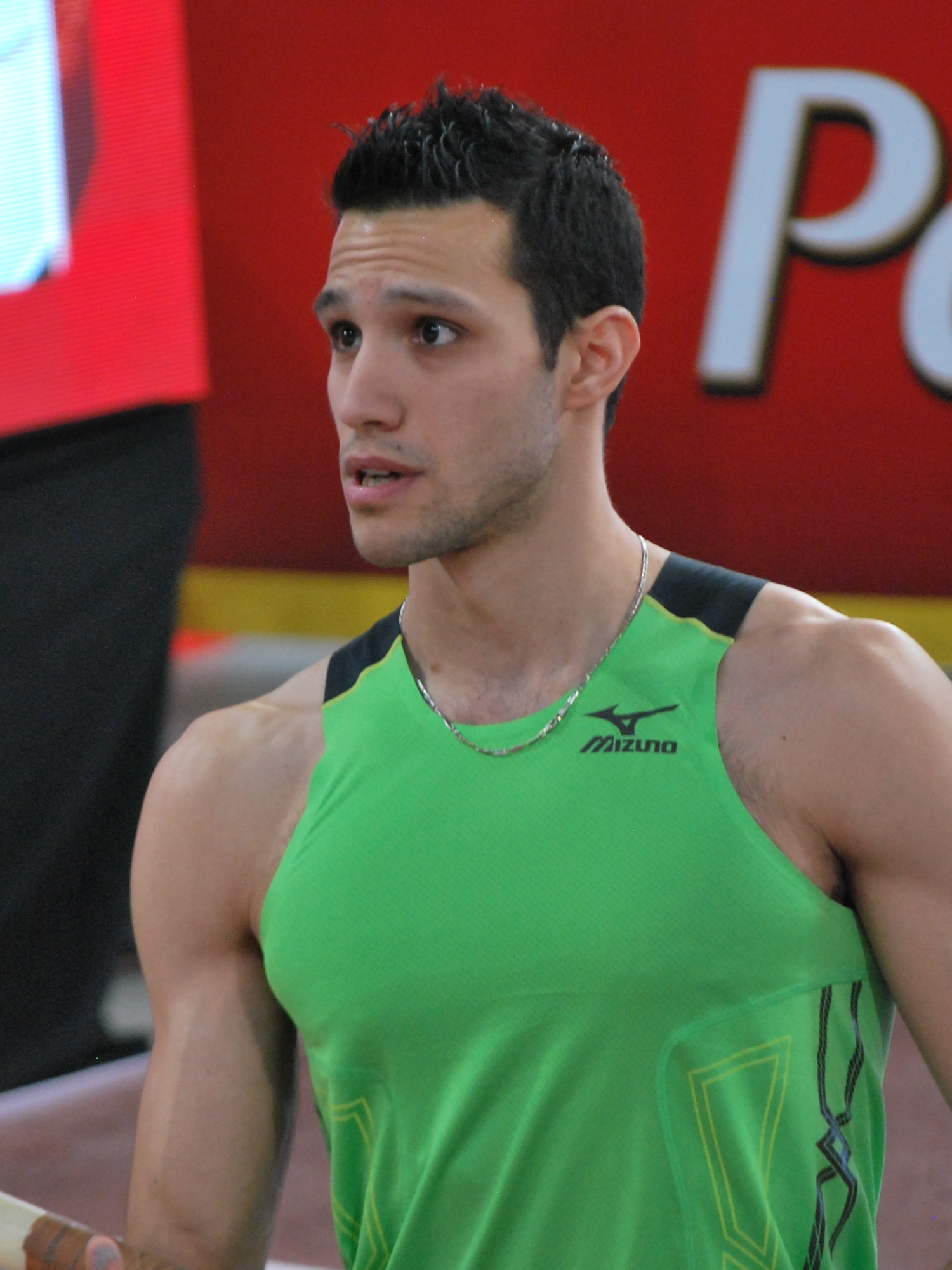
Konstandinos Filippidis – 5,50 m
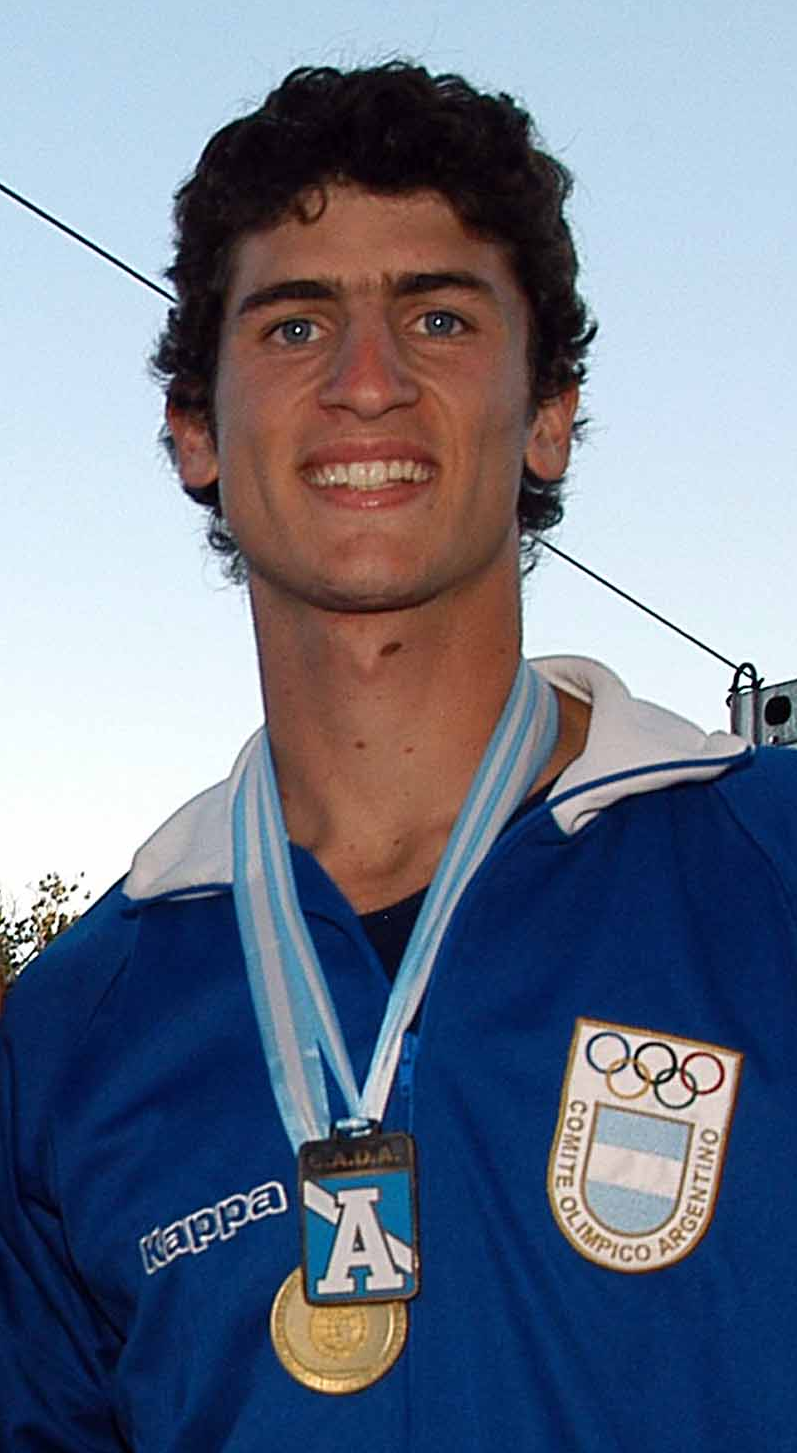
Germán Chiaraviglio – wegen einer SARS-CoV-2-Infektion nicht am Start

### Finale

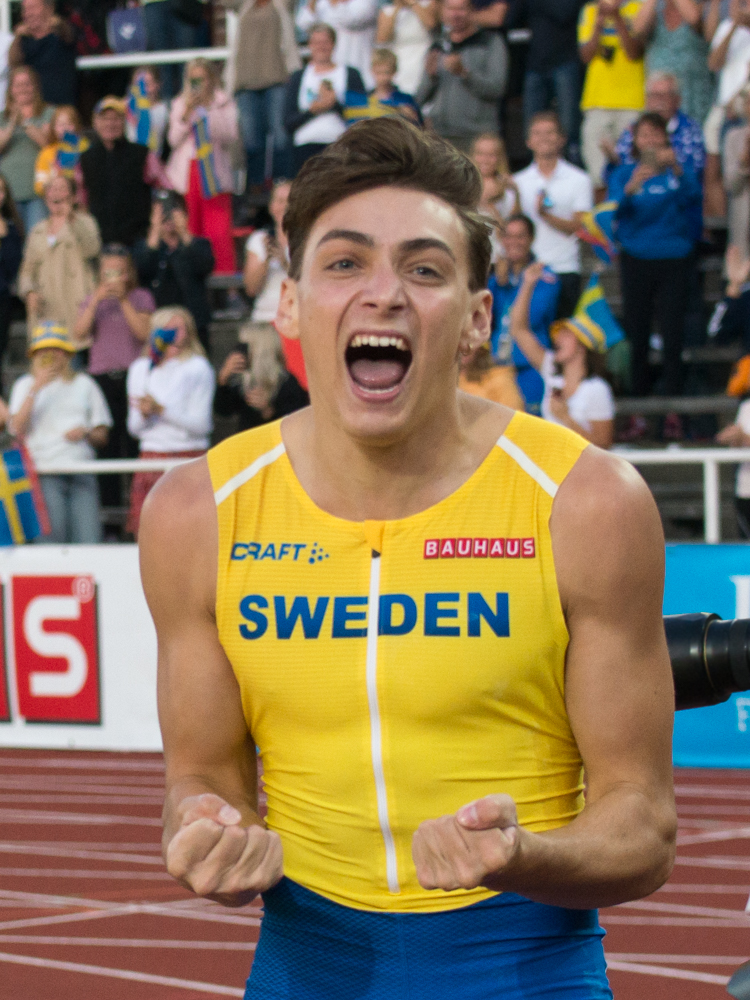
Topfavorit Armand Duplantis gewann Gold mit dem einzigen 6-Meter-Sprung dieser Konkurrenz

3. August 2021, 19:24 Uhr Ortszeit (12:24 Uhr MESZ)
| Platz | Name                 | Nation         | 5,55 m | 5,70 m | 5,80 m | 5,87 m | 5,92 m | 5,97 m | 6,02 m | 6,19 m | Endresultat | Anmerkung |
| ----- | -------------------- | -------------- | ------ | ------ | ------ | ------ | ------ | ------ | ------ | ------ | ----------- | --------- |
| 1     | Armand Duplantis     | Schweden       | o      | –      | o      | –      | o      | o      | o      | xxx    | 6,02 m      |           |
| 2     | Christopher Nilsen   | USA            | o      | o      | xo     | o      | xo     | o      | xxx    |        | 5,97 m      | PB        |
| 3     | Thiago Braz          | Brasilien      | o      | xo     | xo     | o      | xxx    |        |        |        | 5,87 m      | SB        |
| 4     | Emmanouil Karalis    | Griechenland   | o      | o      | o      | xxx    |        |        |        |        | 5,80 m      | =PB       |
| 4     | KC Lightfoot         | USA            | o      | o      | o      | xxx    |        |        |        |        | 5,80 m      |           |
| 6     | Piotr Lisek          | Polen          | o      | x–     | o      | xxx    |        |        |        |        | 5,80 m      |           |
| 7     | Harry Coppell        | Großbritannien | o      | xo     | xo     | xxx    |        |        |        |        | 5,80 m      | SB        |
| 8     | Renaud Lavillenie    | Frankreich     | –      | o      | –      | x–     | xx     |        |        |        | 5,70 m      |           |
| 9     | Oleg Zernikel        | Deutschland    | xo     | o      | xxx    |        |        |        |        |        | 5,70 m      |           |
| 10    | Ersu Şaşma           | Türkei         | o      | xo     | xxx    |        |        |        |        |        | 5,70 m      |           |
| 11    | Bo Kanda Lita Baehre | Deutschland    | o      | xxo    | xxx    |        |        |        |        |        | 5,70 m      |           |
| 11    | Ernest Obiena        | Philippinen    | o      | xxo    | xxx    |        |        |        |        |        | 5,70 m      |           |
| 13    | Menno Vloon          | Niederlande    | o      | xxx    |        |        |        |        |        |        | 5,55 m      |           |
| NM    | Kurtis Marschall     | Australien     | xxx    |        |        |        |        |        |        |        | ogV         |           |

Im Finale traten vierzehn Athleten an. Elf Springer hatten die Qualifikationshöhe von 5,75 Metern erbracht, drei weitere hatten gleichaufliegend mit 5,65 Metern das Finale erreicht.
Als Favorit galt in erster Linie der für Schweden startende Weltrekordhalter Armand Duplantis, der in der Saison schon mehrfach sechs Meter überquert hatte. Mitfavorit Renaud Lavillenie hatte bereits seit Wochen mit Verletzungssorgen zu kämpfen. Beim Einspringen rutschte er aus ca. fünf Metern Höhe von seinem Stab ab und landete mit den Füßen auf der harten Anlaufbahn. Ins Finale fand Lavillenie nicht richtig hinein.
Sieben Wettbewerber hatten die Sprunghöhe von 5,80 m gemeistert, Lavillenie war als achter Teilnehmer auch noch im Rennen, er hatte ausgelassen, produzierte jedoch anschließend nur noch Fehlversuche und wurde damit Achter. Duplantis ließ die nun aufgelegten 5,87 m aus. Der US-Amerikaner Christopher Nilsen und Thiago Braz, Olympiasieger von 2016, nahmen die Höhe jeweils im ersten Versuch und lagen damit vorn, denn alle anderen Wettbewerber scheiterten jeweils dreimal. Auf den vierten Rang kamen so gemeinsam der Grieche Emmanouil Karalis und der US-Amerikaner KC Lightfoot. Sechster wurde der Pole Piotr Lisek vor dem Briten Harry Coppell. Sie alle hatten 5,80 m zu Buche stehen.
Im Kampf um die Verteilung der Medaillen wurden nun 5,92 m angegangen. Duplantis behielt seine weiße Weste und überquerte die Latte problemlos. Nilsen zog mit seinem zweiten Versuch nach, während Thiago Braz dreimal riss und damit als Bronzemedaillengewinner feststand.
Die nächste Sprunghöhe betrug 5,97 m. Beide noch im Wettbewerb verbliebenen Stabhochspringer waren mit ihren jeweils ersten Sprüngen erfolgreich, der Wettkampf war doch spannender als erwartet. Für Nilsen bedeutete das eine neue persönliche Bestleistung. Die nächste Herausforderung bestand in der ersten Höhe jenseits von sechs Metern, aufgelegt wurden 6,02 m. Hier fiel die endgültige Entscheidung. Mit seinem erst fünften Sprung in dieser Konkurrenz war Duplantis auch jetzt bei seinem ersten Versuch erfolgreich. Christopher Nilsen versuchte sich dreimal vergeblich an dieser Höhe und gewann damit die Silbermedaille.
Der feststehende Olympiasieger Armand Duplantis ließ nun die Weltrekordhöhe von 6,18 m auflegen. Mit seinem ersten Sprung scheiterte er äußerst knapp, seine anderen beiden Versuche gelangen nicht mehr ganz so aussichtsreich, sein eigener Weltrekord blieb erstmal bei 6,17 m stehen.

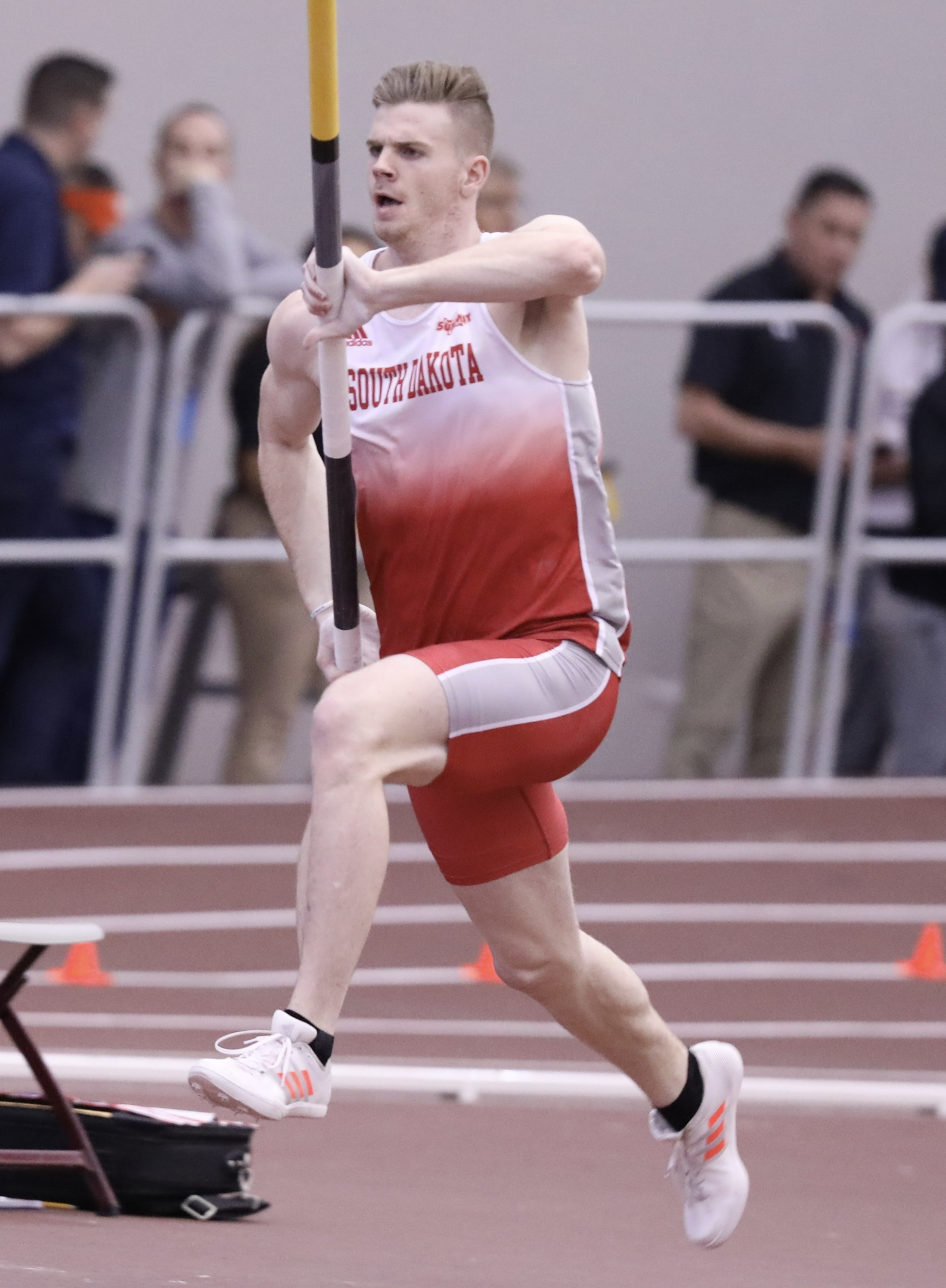
Silbermedaillengewinner Christopher Nilsen
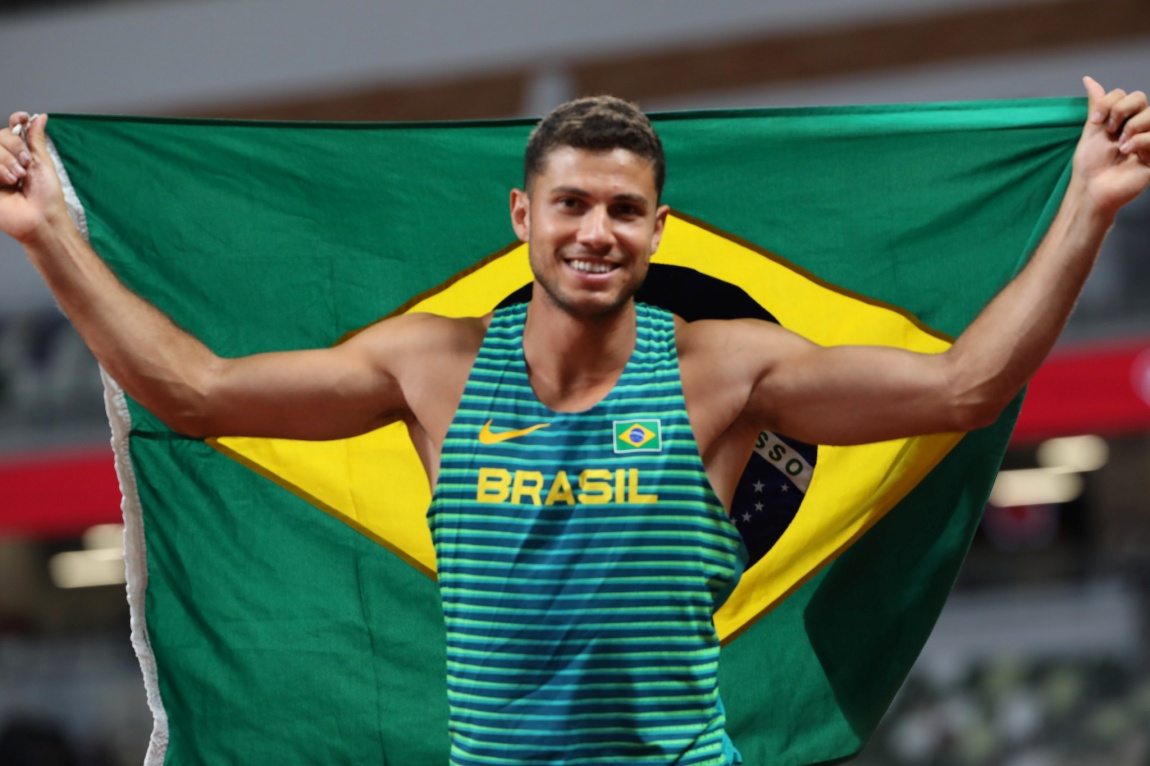
Thiago Braz – Bronze gab es für den Olympiasieger von 2016
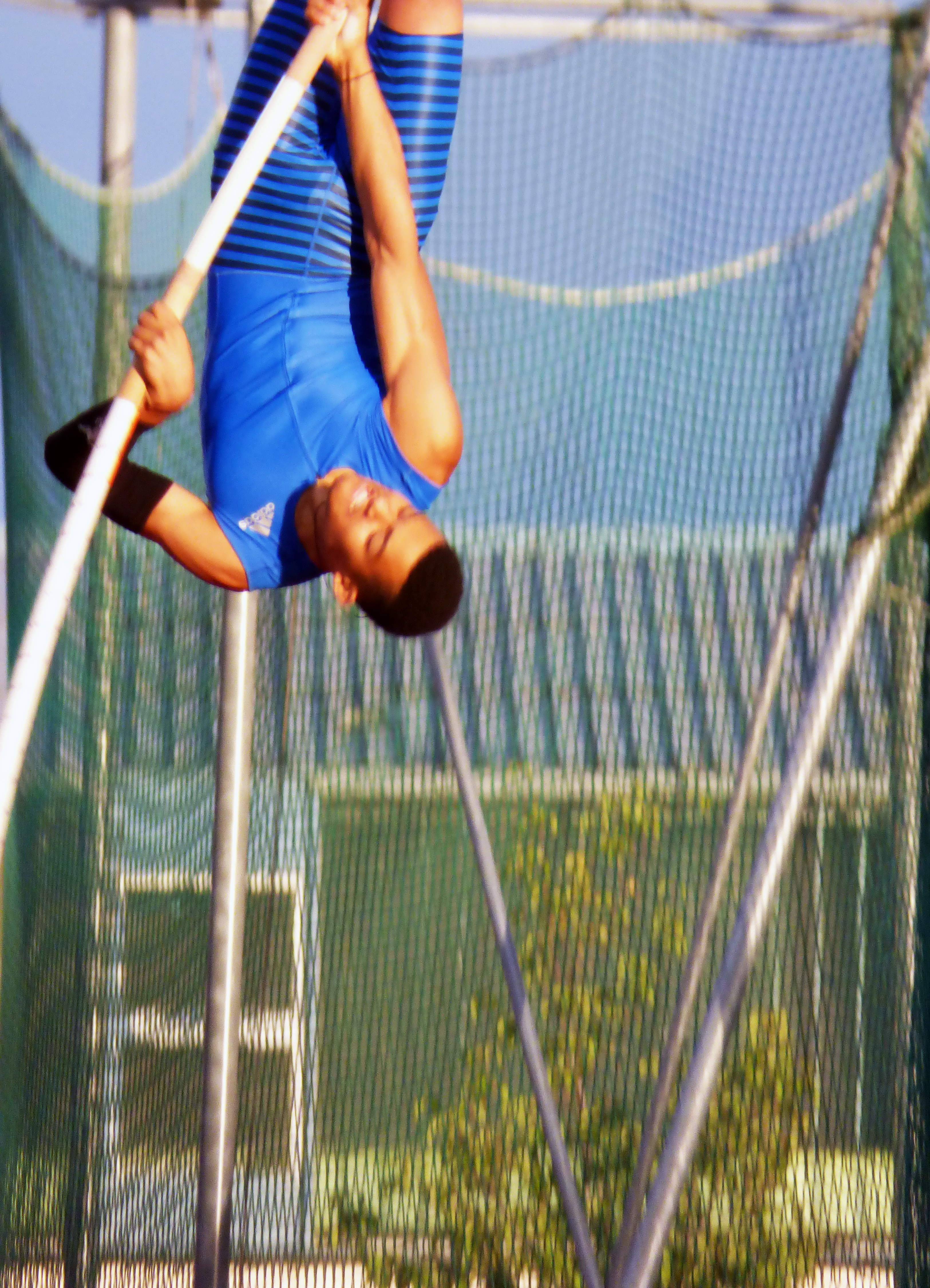
Der viertplatzierte Emmanouil Karalis

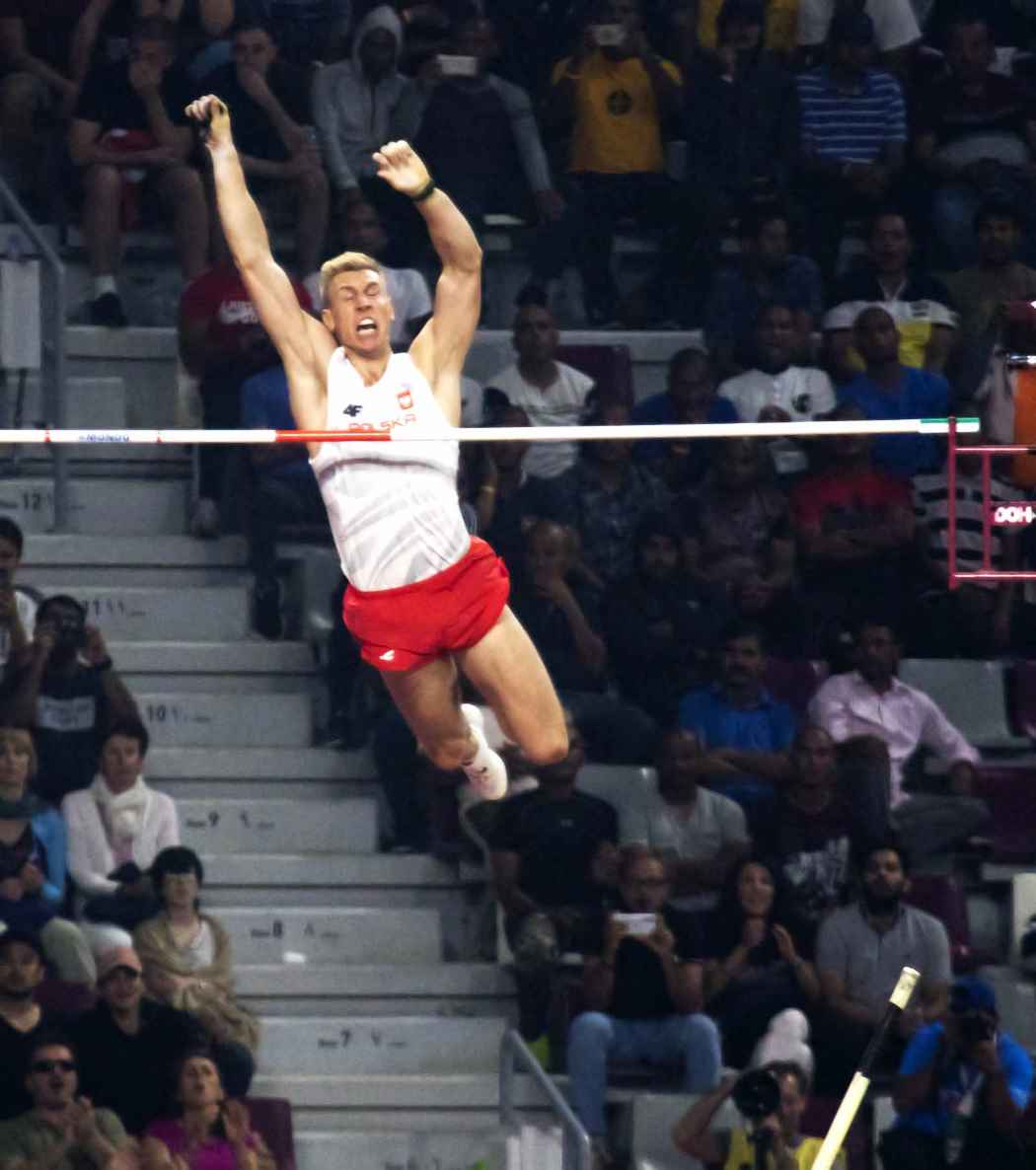
Piotr Lisek kam auf den sechsten Platz
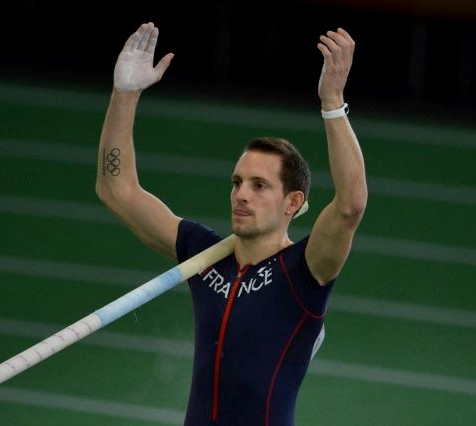
Der verletzungsbedingt angeschlagene Mitfavorit Renaud Lavillenie erreichte Platz acht
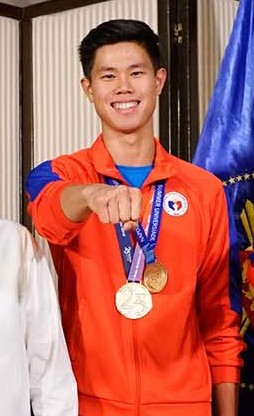
Ernest Obiena belegte den geteilten Rang elf
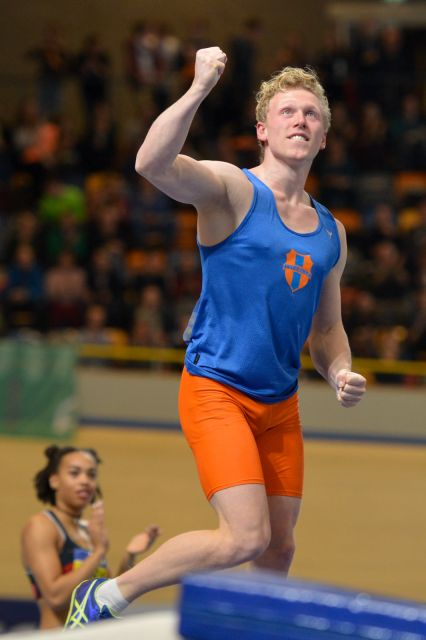
Rang dreizehn für Menno Vloon

## Video
- Men's Pole Vault Final, Tokyo Replays, youtube.com, abgerufen am 24. Mai 2022